# Боањи сир Бион
Боањи сир Бион (фр. Boigny-sur-Bionne) насеље је и општина у централној Француској у региону Центар (регион), у департману Лоаре која припада префектури Орлеан.
По подацима из 2011. године у општини је живело 2159 становника, а густина насељености је износила 286,72 становника/km². Општина се простире на површини од 7,53 km². Налази се на средњој надморској висини од 121 метар (максималној 121 m, а минималној 98 m).
== Демографија ==
| 1962. | 1968. | 1975. | 1982. | 1990. | 1999. | 2011. |
| ----- | ----- | ----- | ----- | ----- | ----- | ----- |
| 238   | 276   | 1.596 | 1.516 | 1.619 | 1.890 | 2.159 |

График промене броја становника у току последњих година